# Fredsaktivist
En fredsaktivist er en person som går ind for at der skal være fred på jorden, og alle mennesker skal leve i harmoni med hinanden. Fredsaktivisme blev for alvor populært under Hippiebevægelsen 1967, som opstod i San Francisco, USA. De protesterede imod Vietnam-krigen, og lagde dermed et pres på den daværende præsident Richard Nixon, som endte med at trække sine tropper ud af Vietnam i 1971.
Kendte fredsaktivister er Ghandi, Dalai Lama, Pete Seeger og John Lennon.
| Politik | Spire Denne artikel om politik og ideologi er en spire som bør udbygges. Du er velkommen til at hjælpe Wikipedia ved at udvide den. |